# D線
D線（Dせん）とはナトリウム原子の発光スペクトルに見られる強い二重線のことをいう。
波長の長い方をD１線、短い方をD２線と呼ぶ。それぞれ589.592424(3)nm、588.995024(3)nmの波長をもち、黄色の光に対応する。

## 発見
1814年にヨゼフ・フォン・フランホーファー(1787-1826)は、プリズムを用いてナトリウムを含む炎が放出する光のスペクトルを調べ、鋭い二重線を観測した。その後、彼は太陽光のスペクトルを調べて700本の垂直線を観測し、そのうちの強い8本の暗線に暗赤色の位置のAから紫色の位置のHまでアルファベットの記号をつけた。黄色の位置のDは二重線で、ナトリウムの二重線と同じ位置に観測された。これらの暗線はのちにフランホーファー線と呼ばれるようになった。
スペクトルとフランホーファー線の関係性は、主にロベルト・ブンゼン(1811-99)とグスタフ・キルヒホッフ(1824-87)の貢献により説明された。彼らは、気体は放出した光と同じ波長の光を吸収すると解釈し、太陽の大気に含まれるナトリウムの気体が太陽光からナトリウム固有の波長の光を吸収して暗線ができるとした。

## 原理
D線はナトリウムの基底状態(1s)2(2s)2(2p)６(3s)1と励起状態(1s)2(2s)2(2p)６(3p)1の間での電子の遷移に伴う光の吸収、放出によるものである。それぞれの状態において全軌道角運動量量子数Lと全スピン量子数Sの値は、
基底状態：L＝0、S＝1/2
励起状態：L＝1、S＝1/2　である。
LS結合により、全角運動量量子数Jは、J＝{\displaystyle |}L{\displaystyle -}S{\displaystyle |}、{\displaystyle |}L{\displaystyle -}S{\displaystyle |}{\displaystyle +}1、…、L{\displaystyle +}Sと表されるので、Jの値は
基底状態：J＝1/2
励起状態：J=1/2、3/2　である。
フントの規則により、励起状態においてJ=1/2の準位の方がJ＝3/2の準位よりもエネルギーが小さいので、その結果二重のスペクトル線が観測される。
スピン軌道相互作用によるハミルトニアンHSOは、全軌道角運動量Lと全スピン角運動量Sを用いて、
Hso=A L{\displaystyle \cdot }S 　と表すことができる。ただしAはスピン軌道相互作用定数である。
スピン軌道相互作用定数は原子番号の4乗に比例し、ナトリウムのような小さい原子においては、スピン軌道相互作用のエネルギーは摂動論により見積もることができる。ナトリウムの励起状態について一次の摂動について考えると、
Eso(J,L,S)={\displaystyle \langle }J,L,S{\displaystyle |}Hso{\displaystyle |}J,L,S{\displaystyle \rangle } 　と書ける。
Hso＝A３p L{\displaystyle \cdot }S=A３p{\displaystyle \cdot }1/2(J2{\displaystyle -}L2{\displaystyle -}S2)  であるので、
Eso(J,L,S)=A３p{\displaystyle \cdot }1/2{\displaystyle \{}J(J{\displaystyle +}1){\displaystyle -}L(L{\displaystyle +}1){\displaystyle -}S(S{\displaystyle +}1){\displaystyle \}}ħ2  となる。以上より、
Eso(1/2,1,1/2)={\displaystyle -}A３p ħ2
Eso(3/2,1,1/2)=1/2{\displaystyle \cdot }A３p ħ2  となるので、D線間のエネルギー差は3/2{\displaystyle \cdot }A３p ħ2  と見積もることができる。
エネルギー差の実験値は、
107/588.995904nm{\displaystyle -}107/589.592424nm=17.2cm−1　であるので、
3/2{\displaystyle \cdot }A３p ħ2 =17.2cm−1　となる。

## 応用
- ナトリウムランプ
- 旋光度測定[5]